# Giant (ciruela)
Giant es una variedad cultivar de ciruelo (Prunus domestica), de las denominadas ciruelas europeas.
Una variedad que crio y desarrolló a finales del siglo XIX Luther Burbank en Santa Rosa (California), siendo un híbrido del cruce de Agen x Pond's Seedling. 
Fruta de tamaño grande a muy grande, siendo el color de su piel rojo violeta o morado, a veces casi negro, en general no uniforme, a veces se deja ver el fondo amarillo ámbar punteado abundante, tamaño medio, blanquecino con aureola rojo violeta, y su pulpa de color amarillo dorado, transparente, textura muy blanda, muy jugosa, fibrosa, y sabor no muy dulce, muy agradable. Tolera las zonas de rusticidad según el departamento USDA, de nivel 4 a 10.

## Sinonimia
- "Giant Prune",
- "Burbanks Giant Prune",
- "Falso Italiaanse Kwets",
- "Rode Kwets",
- "Zoete Kwets".[5]

## Historia
'Giant Prune' variedad de ciruela, de las denominadas ciruelas europeas con base de Prunus domestica, que fue desarrollada y cultivada por primera vez en el jardín del famoso horticultor Luther Burbank en Santa Rosa (California) mediante una hibridación de la flor de Agen como "Parental Madre" con polen de Pond's Seedling como "Parental Padre". Burbank realizaba investigaciones en su jardín personal y era considerado un artista del fitomejoramiento, que intentaba muchos cruces diferentes pero registraba poca información sobre cada experimento.
Las ciruelas 'Giant Prune' se desarrollaron a finales del siglo XIX en Santa Rosa, una ciudad en el condado de Sonoma en el norte de California. Fueron introducidas en los circuitos comerciales en 1893, siendo particularmente notable por su importancia para la industria del transporte de frutas de California.
Las ciruelas 'Giant Prune' han sido descritas por : 1. Gard. & For. 7:420. 1894. 2. Burbank Cat. 5, fig. 1895. 3. Cal. State Board Hort. 47. 1897-98. 4. Cornell Sta. Bul. 131:185. 1897. 5; Mich. Sta. Bul. 169:245. 1899. 6. Am. Pom. Soc. Cat. 39. 1899. 7. Am. Gard. 21:36. 1900. 8. Mich. Sta. Bul. 187:77, 78. 1901.
'Giant Prune' está cultivada en diversos bancos de germoplasma de cultivos vivos, tales como en la Estación experimental Aula Dei de Zaragoza, y en el National Fruit Collection (Colección Nacional de Fruta) de Reino Unido con el número de accesión: 1958-146 y Nombre Accesión : Giant Prune (EMLA).

## Características
'Giant' árbol medio y de crecimiento moderado, bajo y ancho con una copa densa de ramas empinadas, pesadas y más tarde caídas. Produce rápidamente, luego tiene rendimientos regulares pero rara vez grandes. Parcialmente autopolinizante. Los frutos deben adelgazarse para que crezcan grandes, también para evitar la alternancia de años y la monilia. Por lo demás muy saludable. Requiere un portainjerto fuerte. Tiene un tiempo de floración que comienza a partir del 19 de abril con el 10% de floración, para el 23 de abril tiene una floración completa (80%), y para el 5 de mayo tiene un 90% de caída de pétalos.
'Giant' tiene una talla de fruto de grande a muy grande, de forma elíptico alargada, simétrica, ventruda, depresión muy ligera a lo largo de la sutura, presentando sutura línea violeta, casi imperceptible en los frutos bien coloreados, superficial, en depresión ligera en toda su extensión, excepto junto a cavidad peduncular donde unos milímetros está hundida, casi hendida, y en la zona pistilar donde forma un pequeño surco; epidermis muy fuerte, recubierta de pruina abundante, violácea o azulada, de distribución irregular, sin pubescencia, siendo la piel de color rojo violeta o morado, a veces casi negro, en general no uniforme, a veces se deja ver el fondo amarillo ámbar, punteado abundante, tamaño medio, blanquecino con aureola rojo violeta, casi imperceptible en las zonas más oscuras donde es casi negra; Pedúnculo corto, grueso, muy adherente a la carne, insertado en una cavidad peduncular de anchura muy estrecha, casi superficial, poco rebajada en la sutura y más levantada en el lado opuesto;pulpa de color amarillo dorado, transparente, textura muy blanda, muy jugosa, fibrosa, y sabor no muy dulce, muy
agradable.
Hueso adherente, sobre todo en las caras laterales, grande, elíptico alargado, deprimido, zona ventral muy estrecha y poco sobresaliente, surco dorsal muy marcado, los laterales variables, superficie arenosa, semi lisa.
Su tiempo de recogida de cosecha se inicia en su maduración de la tercera decena de agosto.

## Usos
La fruta no solo es grande con pulpa jugosa, sino que también es perfecta para enlatar, comer fresca del árbol a la mesa, y si se desea cocinar con ellas, son excelentes para tartas y pasteles.